# 本田朝次
本田 朝次（ほんだ あさじ）は、日本のテニス選手。1924年パリオリンピックに出場した。

## 経歴
1924年パリオリンピックに出場した4人の日本選手の1人で、男子シングルス (singles event) と男子ダブルス (men's doubles event) に出場。当時本田は三井物産社員で、香港に駐在していた（三井物産社員では岡本忠もパリオリンピックのテニス競技に参加している）。もともとオリンピックには太田芳郎が出場する予定であったが、病気のため不参加となり、代わって本田が出場したという。
シングルスでは、1回戦でジャン・ボロトラに敗れた。ダブルスでは福田雅之助と組み、2回戦に進出した